# Reino das Duas Sicílias
O Reino das Duas Sicílias (em napolitano Regno dê Doje Sicilie; em siciliano Regnu dî Dui Sicili; em italiano:  Regno delle Due Sicilie) foi o nome que o rei Fernando I de Bourbon deu a seu reino, em 1816, depois de o Congresso de Viena ter suprimido o Reino de Nápoles (1282-1816) e o Reino da Sicília (1130-1816), unindo-os numa única entidade estatal.
O reino foi governado por um ramo da Casa de Bourbon chamado de Bourbon-Duas Sicílias ou Bourbon-Sicílias.
O Reino das Duas Sicílias existiu até 1861, quando foi suprimido pela Casa de Saboia — reinante no Reino da Sardenha (1297-1861) —, para que se concretizasse a unificação italiana, o chamado Risorgimento, e então se formasse o Reino da Itália.

## Origem do nome
O nome teve sua primeira menção oficial em 1442, quando o rei Afonso V de Aragão reunificou o Reino da Sicília e do Reino de Nápoles (ou reino da Sicília Peninsular). Os dois domínios haviam sido originalmente separados em consequência das Vésperas Sicilianas de 1282.
Com a morte de Afonso em 1458, o reino foi novamente dividido: seu irmão João II de Aragão recebeu a Sicília insular e seu filho bastardo Ferdinando, o Reino de Nápoles.
Em 1501, o rei Fernando II de Aragão conquistou Nápoles e reuniu os dois reinos sob a autoridade da coroa espanhola. O título de "rei da Sicília dos dois lados do estreito" foi doravante adotado por todos os monarcas espanhóis até a Guerra de Sucessão Espanhola. O término deste conflito, com o tratado de Utrecht de 1713, fez com que a Sicília fosse entregue ao duque de Saboia; já o tratado de Rastatt de 1714 deixou Nápoles ao imperador Carlos VI, quem anexou a Sicília em 1720.
Em 1738, fundou-se um reino das Duas Sicílias, entregue a um ramo dos Bourbons da Espanha, reino este que perdurou até 1860, exceto por um breve intervalo sob Napoleão. Em 1861, Giuseppe Garibaldi, com a expedição dos Mil, invadiu o reino e o incorporou ao novo Reino de Itália.

## Território

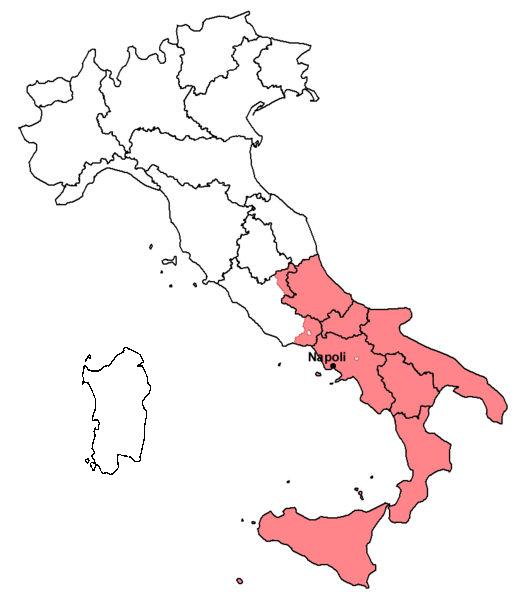
O território correspondente ao Reino das Duas Sicílias (1815) comparado com as atuais regiões italianas

O reino compreendia as atuais regiões italianas de Abruzos, Basilicata, Calábria, Campânia, Molise, Apúlia e Sicília, mais partes do Lácio meridional (Cassino, Gaeta, Sora), e Cicolano e os territórios do vale do Velino, atualmente na província de Rieti.
A cidade de Benevento, hoje na Campânia, era ao contrário um enclave dos Estados Pontifícios.

## Lista de Reis

### Casa de Bourbon
- Fernando I das Duas Sicílias (r. 1816-1825)
- Francisco I das Duas Sicílias (r. 1825-1830)
- Fernando II das Duas Sicílias (r. 1830-1859)
- Francisco II das Duas Sicílias (r. 1859-1861)